# Scarus coeruleus
O peixe-papagaio-azul ou bodião-azul (Scarus coeruleus) é um peixe-papagaio do gênero Scarus; é encontrado em recifes de profundidade rasa nas regiões tropicais e subtropicais do Oceano atlântico e do Mar Caribenho.

## Descrição
De coloração inteiramente azul, os adultos desenvolvem um focinho rombo proeminente e grandes lobos superiores e inferiores na barbatana caudal. Tem em média de 30 a 73 centímetros de comprimento, mas algumas vezes chega a alcançar 1,2 metros de comprimento.

## Reprodução
No verão, os peixes papagaio-azuis se reúnem em grupos de desova. A fertilização ocorre e as fêmeas depositam seus ovos em colunas de água e são soterrados no solo oceânico. Os ovos eclodem cerca de 25 horas depois.

## Distribuição e habitat
O peixe-papagaio-azul é principalmente achado em recifes de coral com 3 a 25 metros de profundidade. Habita principalmente as regiões do Atlântico Ocidental, Brasil, Bahamas, Bermudas e Antilhas. Eles também são encontrados nas Índias Ocidentais, contudo estão ausentes na parte norte do Golfo do México. Durante a fase de crescimento vivem em ervas marinhas.

## Alimentação
O peixe alimenta-se de plantas bentónicas e pequenos invertebrados encontrados em rochas. Gastam 80% do seu tempo procurando alimentos.

## Situação
O peixe-papagaio-azul vive em uma área de longo alcance e é facilmente encontrado graças a sua abundância, e algumas dessas áreas são de conservação. Apesar de ser alvo de vários pescadores, a população aparenta estar estável. Por estas razões, a União Internacional para a Conservação da Natureza colocou o peixe na categoria de espécie pouco preocupante.